# Majjanahalli, Channarayapatna
Majjanahalli là một làng thuộc tehsil Channarayapatna, huyện Hassan, bang Karnataka, Ấn Độ.